# Biólogo

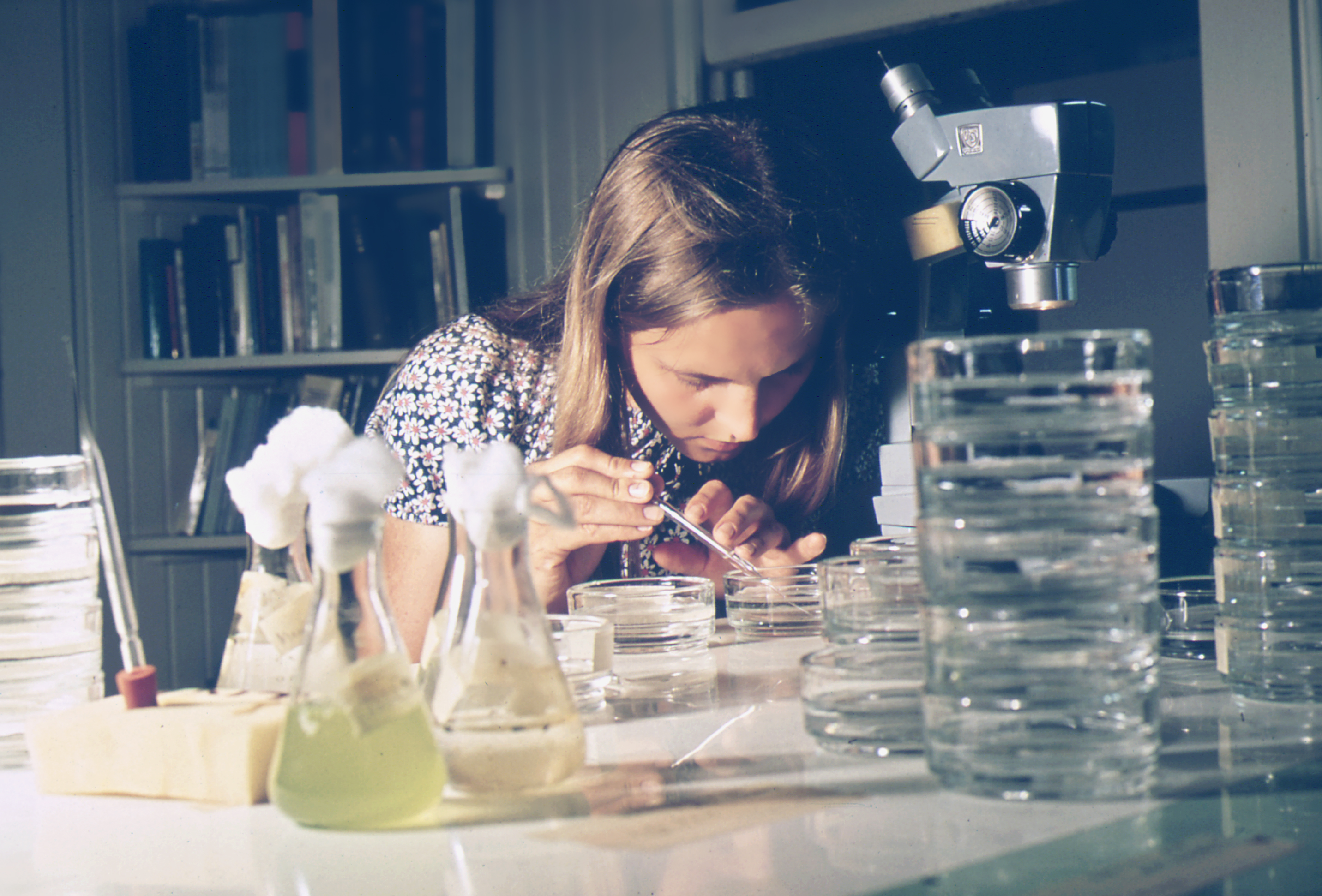
Bióloga realizando investigaciones

La molécula de ADN, uno de los símbolos más utilizados en referencia a la Biología.

Un biólogo es un profesional y científico que cuenta con conocimientos del campo de la Biología, entendiendo los mecanismos que rigen el funcionamiento de los sistemas biológicos en campos como la salud, la tecnología, la producción y el medio ambiente; Este profesional puede trabajar en hospitales, universidades, clínicas, laboratorios clínicos, laboratorios de investigación, industrias farmacéuticas, agricultura, zoológicos, es decir, cualquier lugar donde haya vida, valorando el bienestar, la salud y la integridad de individuos y el medio ambiente.  
En el área de la investigación, la misión del biólogo es investigar los organismos vivos, entendiendo y buscando soluciones a nivel genético, molecular, fisiológico, celular, ecológico, etc. Los biólogos investigadores realizan investigaciones científicas sobre el origen, las interacciones, la distribución, la composición actual, el aprovechamiento y la conservación de la diversidad biológica haciendo uso del método científico, para probar la validez de una teoría o hipótesis de manera racional, imparcial y reproducible. Además, custodia las colecciones biológicas y comunica este conocimiento entre la sociedad, con el propósito de contribuir a la comprensión y conservación de la vida en distintas regiones del mundo. 
Los biólogos se especializan en diferentes áreas de la biología. Están los biólogos teóricos que utilizan métodos matemáticos o estadísticos  desarrollando modelos para comprender los fenómenos e idealmente predecir los resultados experimentales futuros, mientras que los biólogos experimentales conciben experimentos para probar esas predicciones. Algunos biólogos trabajan con microorganismos, mientras que otros estudian organismos multicelulares (incluidos los humanos). Algunos investigan la nano o microescala, otros propiedades emergentes como las interacciones ecológicas o la cognición. 
Existe una gran superposición entre los diferentes campos de la biología (por ejemplo: zoología, microbiología, genética y biología evolutiva) y debido a la naturaleza interdisciplinaria del campo, a menudo es difícil clasificar a un científico de la vida como solo uno de ellos. Muchos biólogos trabajan en investigación y desarrollo. Algunos realizan investigaciones fundamentales para avanzar en el conocimiento humano de la vida. Además, la investigación biológica aplicada a menudo ayuda al desarrollo de soluciones a problemas en áreas como la salud humana, la criminalística  y el medio ambiente natural.

## Formación
La formación de los biólogos varía de un país a otro, con una formación heterogénea y mixta, sin embargo, la formación más común es a nivel de licenciatura en biología, pudiendo haber países que requieran maestrías y doctorados para trabajar en algunas especialidades.  Un título en biología generalmente implica un conjunto de enseñanzas teóricas y prácticas que se complementa con ciencias básicas auxiliares, en general se imparten asignaturas como física, química, química orgánica, química analítica, matemáticas, bioestadística, biofísica, bioinformática, bioética, bioquímica, genética, biología molecular, biología celular, citología, microbiología, micología, inmunología, histología, fisiología, anatomía, zoología, botánica, entomología, etología, biología del comportamiento, ecología, biología evolutiva, biotecnología, patobiología, biología del desarrollo, biología de la reproducción, farmacología, parasitología, historia de la biología, sistemática, filogenia, biología humana, biología marina, paleontología, conservación ambiental, recursos naturales, legislación y administración, climatología, biogeografía, agronomía, entre otras diversas materias que complementan sus estudios, pudiendo acceder a diversas especialidades y posgrados.     

### Especialistas
En sus comienzos como ciencia la Biología tenía como grandes pilares a dos áreas de estudio, que son la botánica y la zoología, sin embargo con el descubrimiento y desarrollo del microscopio, esta disciplina expandió su conocimiento hacia organismos que no eran visibles para el ojo humano. 
Más adelante el redescubrimiento de los trabajos relacionados con la herencia, propuestos originalmente por el monje austriaco Gregor Mendel y la selección natural propuesta por Charles Darwin, desató la apertura de otras dos áreas de estudio que son la genética y la evolución. 
Las subcategorías de esta disciplina puede clasificarse dependiendo del tipo de organismos estudiados, así como los métodos utilizados para su estudio. Algunos especialistas son:
Analista clínico: desempeña funciones relacionadas con el diagnóstico de enfermedades mediante técnicas biológicas.
Genetistas:  estudian la genética, la ciencia de los genes, la herencia y la variación de los organismos.
Biólogos moleculares: estudian los mecanismos que involucran el funcionamiento del ADN, las proteínas y el ARN. También desarrollan técnicas modernas de biología molecular en campos como la identificación genética y el diagnóstico molecular.
Neurocientíficos: estudian el sistema nervioso y las bases biológicas de la cognición y la conducta.
Bioquímicos: estudian la composición química de los seres vivos. Analizan las combinaciones químicas complejas y reacciones implicadas en el metabolismo, la reproducción y el crecimiento. 
Microbiólogos: investigan el crecimiento y las características de organismos microscópicos, tales como bacterias, algas, virus y hongos, al igual que áreas relacionadas con la inmunología.
Fisiólogos:  estudian funciones de la vida de plantas y animales, en todo el organismo y en el nivel celular o molecular, en condiciones normales y anormales. Los fisiólogos a menudo se especializan en funciones tales como el crecimiento, la reproducción, la fotosíntesis, la respiración o el movimiento, también enfocan la fisiología en un área determinada o algún sistema del organismo.
Bioinformáticos o biólogos computacionales: aplican las técnicas de la informática, las matemáticas aplicadas y las estadísticas para hacer frente a los problemas biológicos. La atención se centra principalmente en el desarrollo de modelos matemáticos y técnicas de simulación computacional. Por estos medios se ocupa de temas de investigación científica con sus preguntas teóricas y experimentales sin un laboratorio.
Embriólogo: busca comprender los mecanismos relacionados con la reproducción. Trabaja principalmente con reproducción asistida humana y animal.
Ecólogos:  estudian las relaciones entre animales, plantas, personas y su entorno. Algunas áreas de su trabajo incluyen la gestión de áreas de conservación, el asesoramiento en la materia de protección del medio ambiente y la participación en proyectos de restauración de suelos contaminados, su trabajo se basa mayoritariamente en terreno con el fin de monitorear los procesos bióticos.
Zoólogos: estudian los animales y los procesos de la vida silvestre, su origen, comportamiento, enfermedades, procesos evolutivos y la conservación de estos mismos. Muchos zoólogos se identifican generalmente por el grupo de animales que estudian. Por ejemplo, los ornitólogos son especialistas en las aves, los mastozoólogos estudian a los mamíferos, los herpetólogos estudian reptiles y anfibios, los ictiólogos estudian a los peces, y los entomólogos a los insectos. 
Mientras que por otra parte los Botánicos basan su estudio en las plantas, muchos investigadores estudian todos los aspectos de la vida vegetal, incluidas las algas, líquenes, musgos, helechos, coníferas y plantas con flores; otros se especializan en áreas tales como la identificación y clasificación de las plantas, la estructura y función de partes de plantas, la bioquímica de los procesos de la planta, las causas y curas de enfermedades con las plantas, la interacción de las plantas con otros organismos y el medio ambiente, el registro geológico de plantas y su evolución. Algunas especialidades relacionadas con el área de la botánica son por ejemplo los micólogos que estudian a los hongos.

### Condiciones de trabajo
Los biólogos generalmente se exponen a condiciones inseguras y/o insalubres. Muchos de los que trabajan con organismos peligrosos o sustancias tóxicas en el laboratorio, se rigen siguiendo normas estrictas de seguridad para sus procedimientos, con el fin de evitar y prevenir una posible contaminación. Por otra parte, muchos botánicos, ecólogos y zoólogos requieren un estudio profundo en el campo, por lo cual en ciertas ocasiones demandan tener una actividad física acondicionada a tales exigencias, adaptándose a condiciones adversas, como lo son trabajar en climas cálidos o fríos, altitudes elevadas, desiertos, selvas, pantanos, o muchas veces en lugares que resultan inaccesibles para el común de las personas.
Los biólogos marinos se encuentran con una variedad de condiciones de trabajo. Algunos trabajan en laboratorios; otros trabajan en buques de investigación, y los que trabajan bajo el agua deben practicar buceo seguro mientras se trabaja en torno afilados de arrecifes de coral y la vida marina peligrosa. Aunque algunos biólogos marinos obtienen sus muestras del mar, muchos todavía pasan una buena parte de su tiempo en los laboratorios y oficinas, realizando pruebas, experimentos, registros de resultados o recopilaciones de datos.
La mayoría de los científicos en la actualidad dependen de subvención para financiar su investigación. Las cuales muchas veces pueden estar bajo presión para cumplir con los plazos y  especificaciones regidas en la escritura de la subvención, para ello deben organizar propuestas con el fin de buscar fondos nuevos o la extensión de esta misma.
La gran mayoría de los biólogos suelen trabajar las horas regulares. Si bien la semana laboral de 40 horas es común, más horas no son poco comunes. Los investigadores pueden ser obligados a trabajar horas impares en laboratorios o en otros lugares (especialmente mientras realizan trabajos de campo), dependiendo de la naturaleza de su investigación.

## Especialidades de la biología
- Astrobiología.
- Acuariología.
- Anatomía comparada.
- Biología Celular.
  - citopatología.
- Biología Estructural.
- Biología Evolutiva.
- Biología acuática.
  - Biología Marina.
- Biología Molecular.
- Biónica.
- Bioquímica.
- Biotecnología.
- Botánica.
  - Ficología.
- Ecología.
- Embriología.
- Etología.
- Filogenia.
  - Filogenia Molecular.

- Sistemática.
  - Serología.
    - Sistemática Serológica.

  - Sistemática Molecular.
  - Sistemática Filogenética.
  - Sistemática Evolutiva.
  - Sistemática Vegetal.

- Fisiología.
- Genética.
- Histología.
  - Histología Vegetal.
- Inmunología
- Microbiología.
  - Bacteriología.
- Micología.
- Morfología.
- Paleontología.
  - Paleobiología.
    - Paleozoología.
- Parasitología.
- Taxonomía.
- Zoología.
  - Anatomía animal.
  - Aracnología.
  - Carcinología.
  - Entomolgía.
  - Herpetología.
  - Ictiología.
  - malacología.
  - Ornitología.
  - Teriología.
  - Virología.
  - Zootomía.
- Zootecnia.
  - entomología.

Toxicología
Bioinformática
Biología cuántica
Neurobiología 
Biomedicina
Biología clínica 
Bioseguridad Biodefensa
Control de plagas
Epidemiología
Seguridad alimentaria
Terapias biológicas 
Biología forense
Medio ambiente
Aerobiologia
Etc etc, y cualquier campo de la vida que estudie organismos vivos o ancestrales así como sus vestigios

## Día del biólogo

### Argentina
En Argentina, el Día del Biólogo se celebra el 27 de junio. En ese día del año 1812 el gobierno del entonces presidente Bernardino Rivadavia emitió la circular alentando a los comandantes del interior a contribuir a la recolección de materiales que posteriormente se exhibirían en el Primer Museo de Historia Natural. Dicho museo comenzó a funcionar en 1826 y se llama Museo Argentino de Ciencias Naturales (MACN).

### Chile
En Chile, el Día del Biólogo se celebra el 28 de marzo, instituido por el colegio de biólogos de dicho país.

### México
En México, el Día del Biólogo se celebra el 25 de enero: el 25 de enero de 1961 se fundó el Colegio de Biólogos de México. Ese mismo día del año 2012 fallece el biólogo mexicano Julio Cicero.

### Perú
En Perú, el Día del Biólogo se celebra el 27 de noviembre. Se eligió ese día en honor del botánico, geógrafo y naturalista alemán Augusto Weberbauer, nacido el 26 de noviembre de 1871 en Breslau, Alemania, y fallecido en Lima el 16 de enero de 1948, que visitó, estudió, describió y analizó la fauna de Perú: creó un mapa fitogeográfico, dictó clases sobre botánica y botánica farmacéutica, y publicó El mundo vegetal de los Andes peruanos.

### Panamá
En Panamá se celebra el día del Biólogo los 28 de agosto.  Se conmemora en esa fecha la fundación del Colegio de Biólogos de Panamá (COBIOPA), desde su creación en 1982.  Oficialmente fue decretado como tal por los miembros de la Junta Directiva del COBIOPA en 2011, aunque durante más de veinte años se realizaban actividades para conmemorar esta fecha. Los miembros de la Junta de Facultad de Ciencias Naturales, Exactas y Tecnología de la Universidad de Panamá Archivado el 4 de enero de 2014 en Wayback Machine. también emitió una aprobación respaldando esta declaratoria y se está a la espera de que el Consejo Académico de la Universidad de Panamá haga lo mismo y declarándolo conmemorativo. COBIOPA es una organización gremialista sin fines de lucro y que propulsamos desde la nuestra fundación la defensa del ejercicio profesional en el país.  A raíz de ello, y luego de muchos esfuerzos, logramos obtener la publicación de la Ley n.º 17 de 2009 que regula el ejercicio profesional en la República de Panamá. Posteriormente, el 1 de junio de 2010 se logra la conformación del primero Consejo Técnico de las Ciencias Biológicas de Panamá, quien aprueba en esa fecha el Reglamento Interno de funcionamiento del Consejo Técnico y el Código de ética profesional de los profesionales de las Ciencias Biológicas en la República de Panamá.  En la actualidad, desde el 11 de enero de 2013 se ha iniciado la entrega de idoneidades a nivel nacional, un proceso que certifica y entrega la autorización oficial estatal para ejercer Ciencias Biológicas en el país. COBIOPA organiza las Olimpiadas de Biología en nuestra República en asocio a la Universidad de Panamá.

## El biólogo en la cultura y la ficción

### Biólogos en películas
- William Dieterle. La tragedia de Louis Pasteur. EE. UU. 1936.
- Robert Wise. La amenaza de Andrómeda. EE. UU. 1969.
- David Cronenberg. La mosca. EE. UU. 1986.
- Steven Spielberg. Parque Jurásico. EE. UU. 1993.
- Andrew Niccol. Gattaca. EE. UU. 1997.
- Rolf Schübel. Blueprint.  EE. UU. 2003.
- Scott Derrickson. El día que la Tierra se detuvo. EE. UU. 2008.
- Jon Amiel. Creación. Reino Unido. 2009.
- Vincenzo Natali Splice: Experimento mortal. Francia-Canadá. 2009.
- James Cameron. Avatar. EE. UU. 2009.
- Tommy Wirkola. ¿Qué le pasó a Lunes?. EE. UU. 2017.
- Ridley Scott. Prometeo. EE. UU. 2017.
- Daniel Espinosa. Life: Vida inteligente. EE. UU. 2017.
- Alex Garland. Aniquilación. EE. UU. 2018.

### Biólogos en series
- Christina Jennings. ReGenesis. Canadá. 2004.
- J. J. Abrams. Fringe. EE. UU. 2008.
- John Fawcett. Orphan Black. EE. UU. 2013.
- Jotaro Kujo. Stardust Crusaders. Japón 1989

## Honores y premios

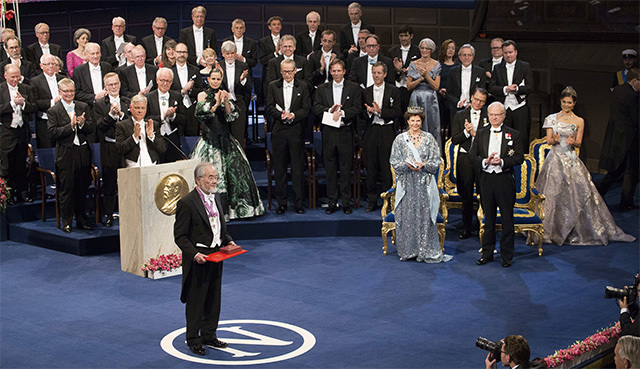
El biólogo japonés Yoshinori Ohsumi, recibiendo el año 2016 el premio Nobel de Fisiología por sus descubrimientos en los mecanismos de la autofagia.

Quizás uno de los más altos honores otorgado a los biólogos, es el Premio Nobel de Fisiología o Medicina, otorgado desde 1901, por la Real Academia Sueca de Ciencias. Otro premio importante es el Premio Crafoord; establecido en 1980. 